# Seznam dílů seriálu Úřad kouzelnických záležitostí
Toto je seznam dílů seriálu Úřad kouzelnických záležitostí.

## Přehled řad
| Řada | Díly | Premiéra v Austrálii | Premiéra v Austrálii | Premiéra v ČR      | Premiéra v ČR     |
| Řada | Díly | První díl            | Poslední díl         | První díl          | Poslední díl      |
| ---- | ---- | -------------------- | -------------------- | ------------------ | ----------------- |
| 1    | 20   | 8. července 2018     | 2. listopadu 2018    | 24. prosince 2018  | 18. ledna 2019    |
| 2    | 20   | 10. července 2021    | 8. srpna 2021        | 22. listopadu 2021 | 17. prosince 2021 |

## Seznam dílů

### První řada (2018)
| Č. v seriálu | Č. v řadě | Původní název           | Český název          | Režie       | Scénář                        | Premiéra v Austrálii | Premiéra v ČR     | Prod. kód |
| ------------ | --------- | ----------------------- | -------------------- | ----------- | ----------------------------- | -------------------- | ----------------- | --------- |
| 1            | 1         | A Magical Mishap        | Kouzelná lapálie     | Grant Brown | Evan Clarry                   | 8. července 2018     | 24. prosince 2018 | 101       |
| 2            | 2         | Magic in the Air        | Kouzlo ve vzduchu    | Grant Brown | Chris Anastassiades           | 15. července 2018    | 25. prosince 2018 | 102       |
| 3            | 3         | All the World's a Stage | Celý svět je jeviště | Grant Brown | Alex Wyatt a Mark Shirrefs    | 22. července 2018    | 26. prosince 2018 | 103       |
| 4            | 4         | Gone to the Dogs        | Den pod psa          | Grant Brown | Li-Kim Chuah                  | 29. července 2018    | 27. prosince 2018 | 104       |
| 5            | 5         | A Knight to Remember    | Rytíř na útěku       | Grant Brown | Anthony Morris                | 5. srpna 2018        | 28. prosince 2018 | 105       |
| 6            | 6         | The Test                | Zkouška              | Grant Brown | Michelle Law                  | 12. srpna 2018       | 31. prosince 2018 | 106       |
| 7            | 7         | Fairy for a Day         | Na den být vílou     | Grant Brown | Sam Carroll                   | 19. srpna 2018       | 1. ledna 2019     | 107       |
| 8            | 8         | Shortcut                | Zkratka              | Grant Brown | Evan Clarry                   | 26. srpna 2018       | 2. ledna 2019     | 108       |
| 9            | 9         | On the Beach            | Trosečníci           | Grant Brown | Mark Shirrefs a Alex Wyatt    | 2. září 2018         | 3. ledna 2019     | 109       |
| 10           | 10        | Uncharted Waters        | Neprobádané vody     | Grant Brown | Chris Anastassiades           | 9. září 2018         | 4. ledna 2019     | 110       |
| 11           | 11        | A Fairy Tale            | Vílí pohádka         | Evan Clarry | Evan Clarry                   | 16. září 2018        | 7. ledna 2019     | 111       |
| 12           | 12        | Aisle 13                | 13. ulička           | Evan Clarry | Vicki Englund                 | 23. září 2018        | 8. ledna 2019     | 112       |
| 13           | 13        | Forces of Attraction    | Přitažlivé síly      | Evan Clarry | Sam Carroll                   | 30. září 2018        | 9. ledna 2019     | 113       |
| 14           | 14        | The Eye of Horus        | Horovo oko           | Evan Clarry | Evan Clarry                   | 7. října 2018        | 10. ledna 2019    | 114       |
| 15           | 15        | Judgment Day            | Den zúčtování        | Evan Clarry | Sam Carroll                   | 14. října 2018       | 11. ledna 2019    | 115       |
| 16           | 16        | Prize Day               | Hlavní cena          | Evan Clarry | Alexa Wyatt                   | 21. října 2018       | 14. ledna 2019    | 116       |
| 17           | 17        | Accused                 | Obviněná             | Evan Clarry | Vicki Englund                 | 28. října 2018       | 15. ledna 2019    | 117       |
| 18           | 18        | On the Case             | Na stopě             | Evan Clarry | Vicki Englund                 | 1. listopadu 2018    | 16. ledna 2019    | 118       |
| 19           | 19        | End of the Road: Part 1 | Rozluzení 1. část    | Evan Clarry | Mark Shirrefs                 | 2. listopadu 2018    | 17. ledna 2019    | 119       |
| 20           | 20        | End of the Road: Part 2 | Rozluzení 2. část    | Evan Clarry | Vicki Englund a Mark Shirrefs | 2. listopadu 2018    | 18. ledna 2019    | 120       |

### Druhá řada (2021)
| Č. v seriálu | Č. v řadě | Původní název         | Český název          | Režie          | Scénář                         | Premiéra v Austrálii | Premiéra v ČR      | Prod. kód |
| ------------ | --------- | --------------------- | -------------------- | -------------- | ------------------------------ | -------------------- | ------------------ | --------- |
| 21           | 1         | Vanished              | Zmizení              | Evan Clarry    | Mark Shirrefs                  | 10. července 2021    | 22. listopadu 2021 | 201       |
| 22           | 2         | A Dangerous Secret    | Nebezpečné Tajemství | Evan Clarry    | Evan Clarry                    | 10. července 2021    | 23. listopadu 2021 | 202       |
| 23           | 3         | Fortuna's Compact     | Kompakt od Furtuny   | Evan Clarry    | Charlie Strachan & Alexa Wyatt | 11. července 2021    | 24. listopadu 2021 | 203       |
| 24           | 4         | The Big Sneeze        | Velké kýchání        | Evan Clarry    | Vicki Englund                  | 11. července 2021    | 25. listopadu 2021 | 204       |
| 25           | 5         | Welcome to the Jungle | Vítejte v Džungli    | Evan Clarry    | Sam Carroll                    | 17. července 2021    | 26. listopadu 2021 | 205       |
| 26           | 6         | Mirror Image          | Zrcadlový obraz      | Evan Clarry    | Evan Clarry                    | 17. července 2021    | 29. listopadu 2021 | 206       |
| 27           | 7         | Testing Times         | Testovací časy       | Martha Goddard | Phil Enchelmaier               | 18. července 2021    | 30. listopadu 2021 | 207       |
| 28           | 8         | Almost Famous         | Skoro Slavný         | Evan Clarry    | Evan Clarry                    | 18. července 2021    | 1. prosince 2021   | 208       |
| 29           | 9         | The Key to the Past   | Klíč k minulosti     | Evan Clarry    | Sam Carroll                    | 24. července 2021    | 2. prosince 2021   | 209       |
| 30           | 10        | The Message           | Zpráva               | Evan Clarry    | John Thomson                   | 24. července 2021    | 3. prosince 2021   | 210       |
| 31           | 11        | The Enchanted Wood    | Začarované dřevo     | Grant Brown    | Evan Clarry                    | 25. července 2021    | 6. prosince 2021   | 211       |
| 32           | 12        | Liar, Liar            | Lhář, Lhář           | Grant Brown    | Evan Clarry                    | 25. července 2021    | 7. prosince 2021   | 212       |
| 33           | 13        | Let the Games Begin   | Nechť hry započnou   | Grant Brown    | Alexa Wyatt                    | 31. července 2021    | 8. prosince 2021   | 213       |
| 34           | 14        | New Tricks            | Nové triky           | Grant Brown    | Phil Enchelmaier               | 31. července 2021    | 9. prosince 2021   | 214       |
| 35           | 15        | Party Time            | Párty čas            | Grant Brown    | Gina Roncoli                   | 1. srpna 2021        | 10. prosince 2021  | 215       |
| 36           | 16        | Revelations           | Odhalení             | Grant Brown    | Vicki Englund                  | 1. srpna 2021        | 13. prosince 2021  | 216       |
| 37           | 17        | The Heist             | Loupež               | Grant Brown    | Sam Carroll                    | 7. srpna 2021        | 14. prosince 2021  | 217       |
| 38           | 18        | Beginning of the End  | Začátek konce        | Grant Brown    | Alexa Wyatt                    | 7. srpna 2021        | 15. prosince 2021  | 218       |
| 39           | 19        | A Desparate Plan      | Zoufalý plán         | Grant Brown    | Alexa Wyatt                    | 8. srpna 2021        | 16. prosince 2021  | 219       |
| 40           | 20        | No More Secrets       | Už žádná tajemství   | Grant Brown    | Mark Shirrefs                  | 8. srpna 2021        | 17. prosince 2021  | 220       |